# ポリバーン

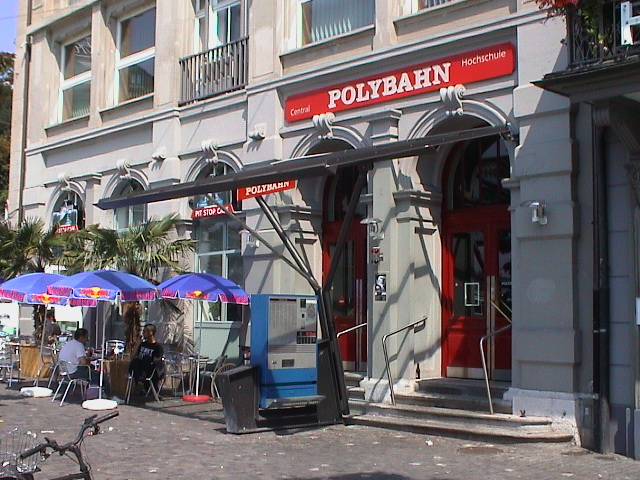
ポリバーンの麓の駅のエントランス

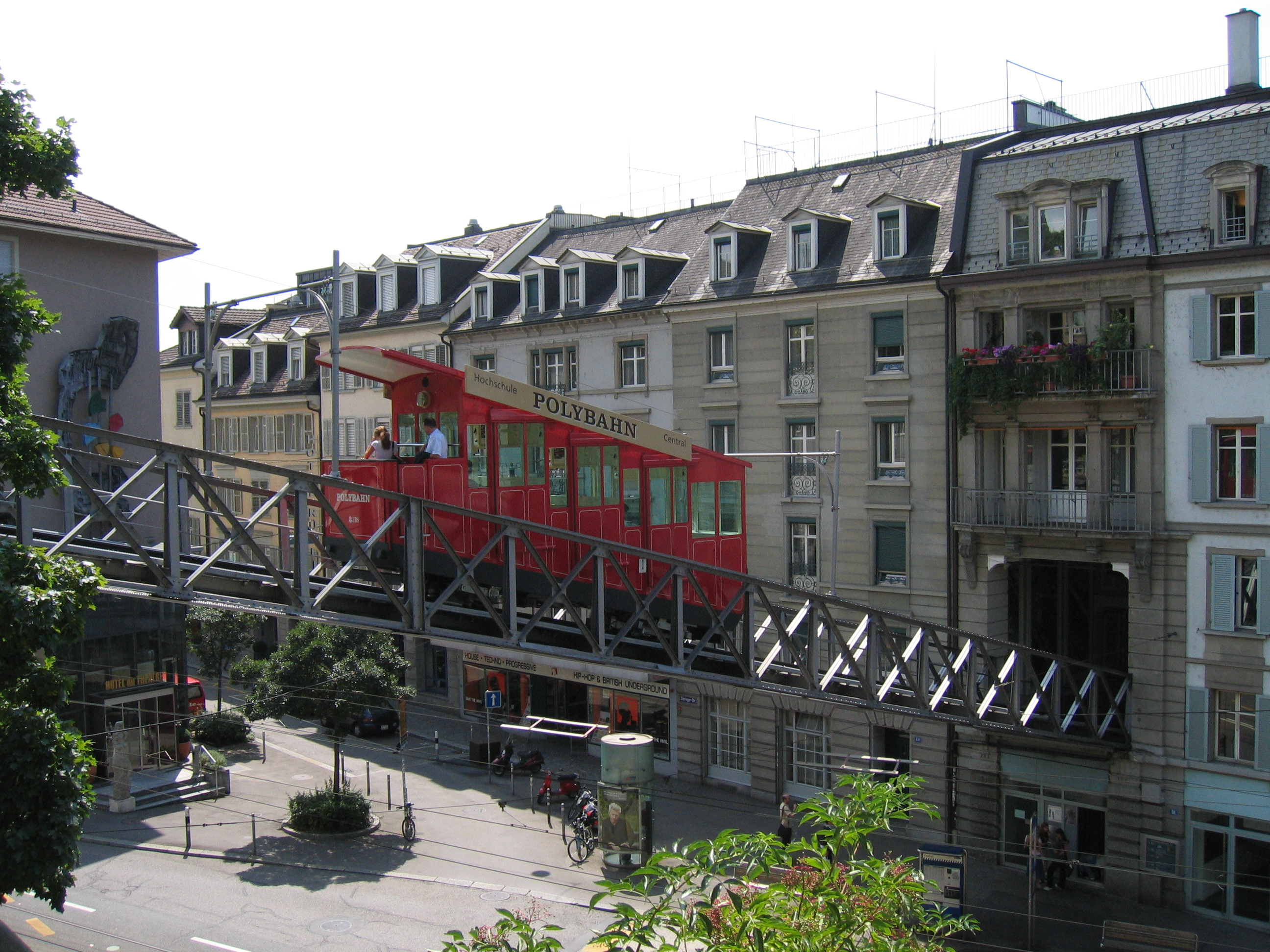
車両は、麓の駅を出発した後、Seilergrabenを横切る

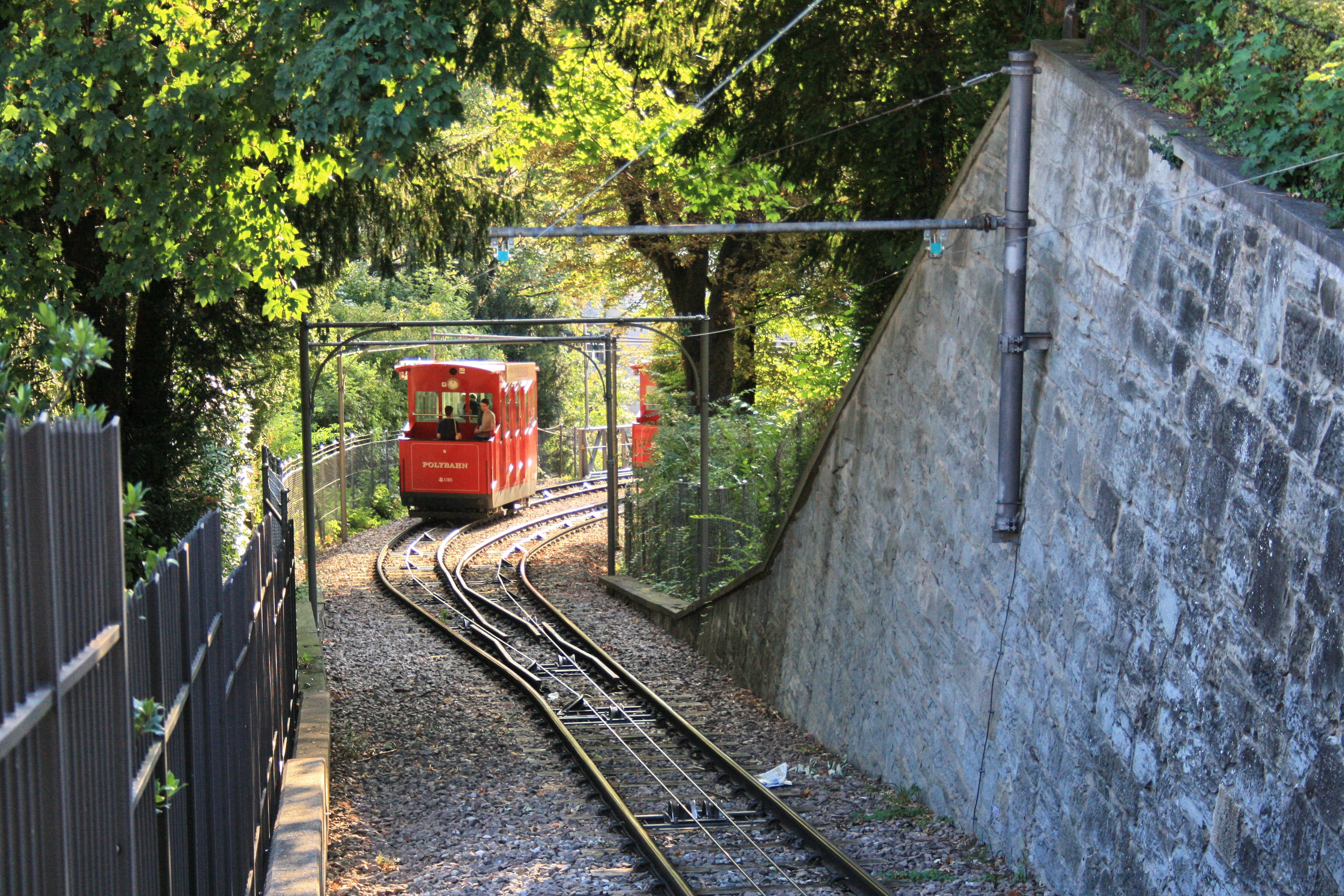
陸橋を通過するループ

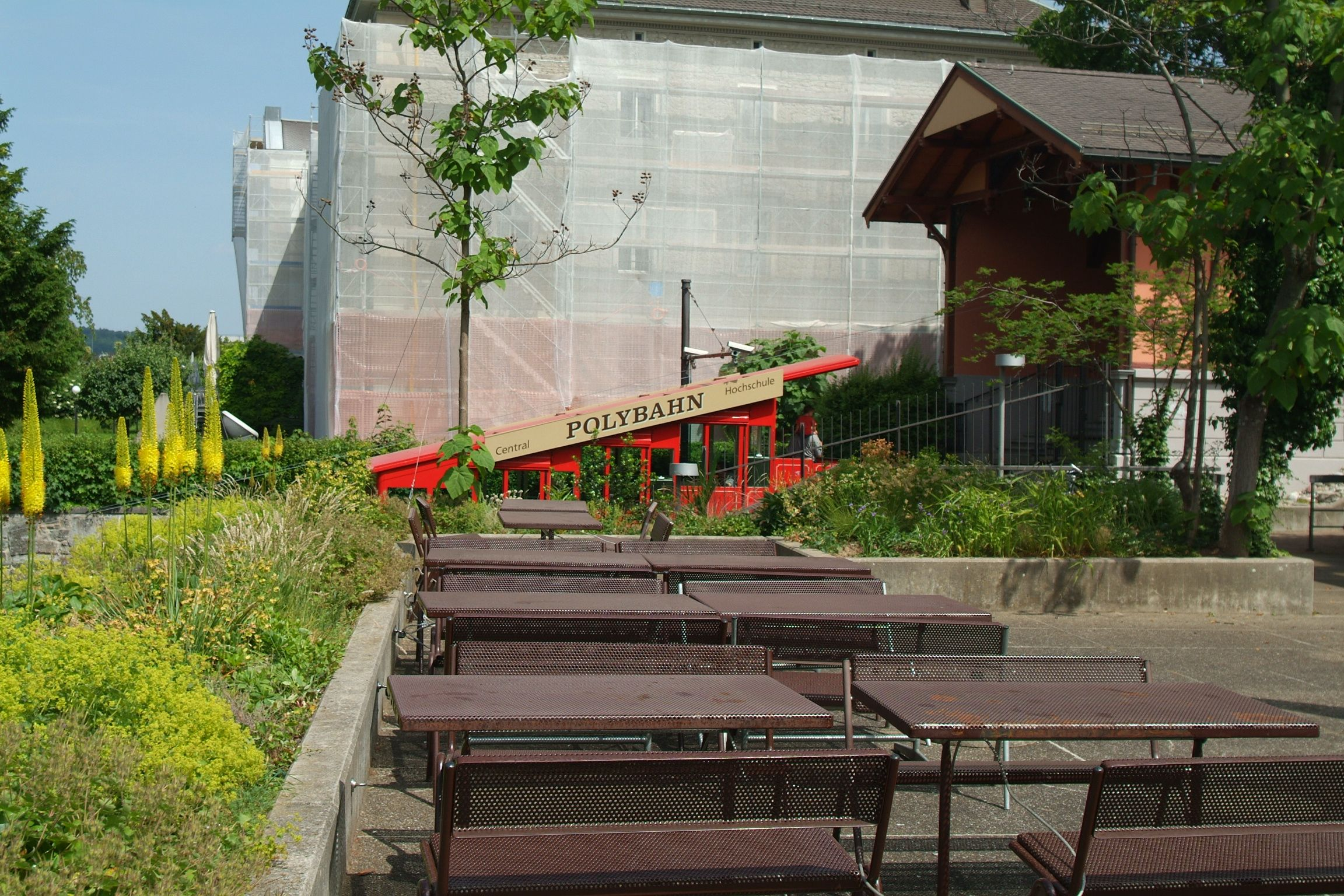
上駅に到着する前の車両

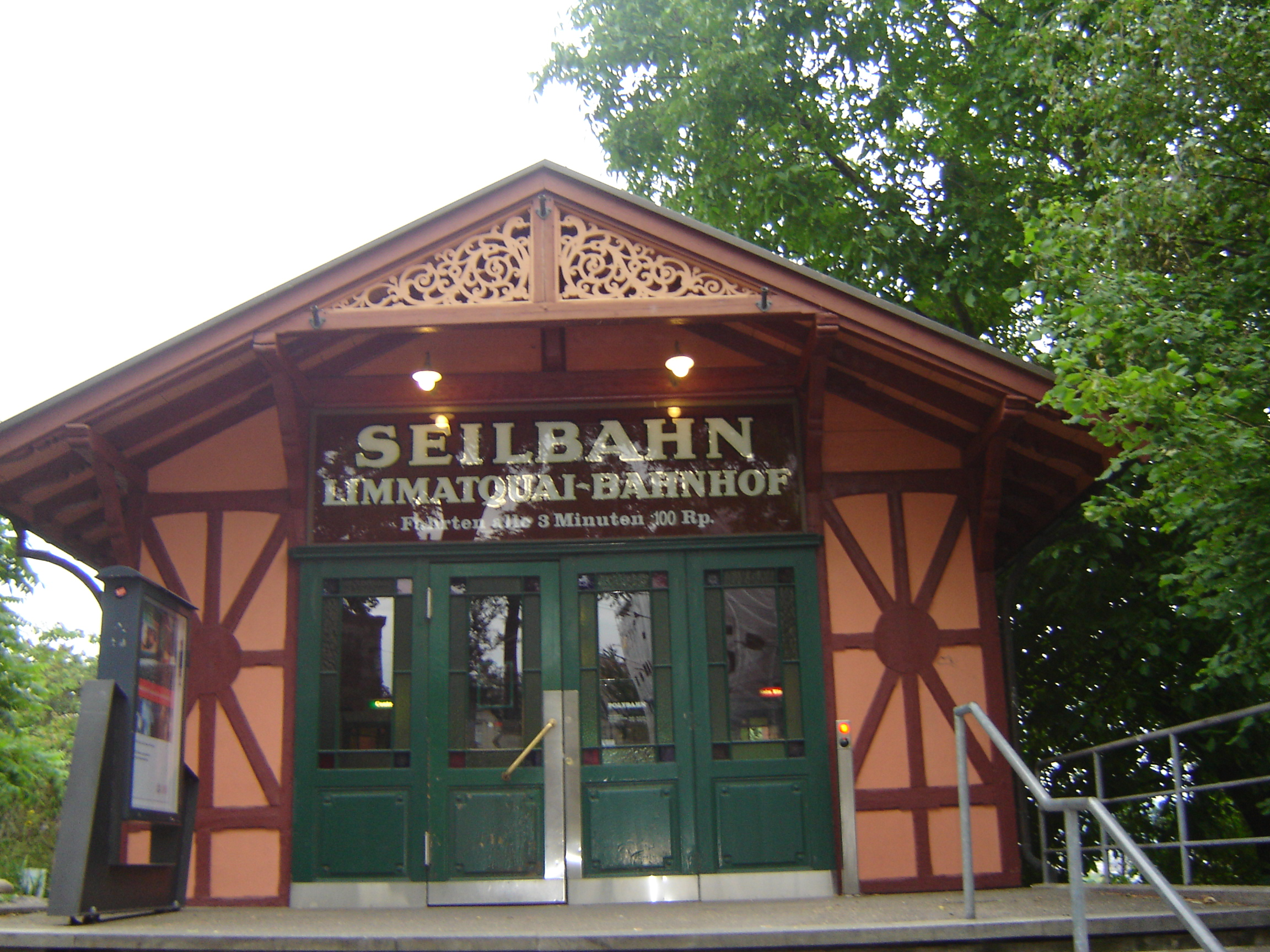
上駅のエントランス

ポリバーン（Polybahn）又はUBS ポリバーン（UBS Polybahn）は、スイス、チューリッヒ市の中心部を走るケーブルカーである。以前の名称は、SBG ポリバーン（SBG Polybahn）やチューリッヒベルク鉄道（Zürichbergbahn）である。鉄道は銀行グループUBS AGが所有しており、チューリッヒ市交通局が代理して運営している。
鉄道はチューリッヒ・セントラル＝ホクスチューレンから出発し、チューリッヒ工科大学のテラスまで乗客を運ぶ。これは以前、Eidgenössisches Polytechnikumと呼ばれており、鉄道はこの名前に因んでいる。
ポリバーンは、チューリッヒ市の2つのケーブルカーの1つである。もう1つは、市北部のリギブリック・ケーブルカーである。さらに、ドルダーバーンも、1970年代にラック式鉄道に転換するまで、ケーブルカーだった。

## 歴史
1886年に鉄道が承認され、鉄道は1889年に、チューリッヒベルク鉄道によって開通した。ケーブルカーは、水運転が実施された。鉄道は1897年に電化された。
1950年には、チューリッヒベルク鉄道が赤字となり、結局1970年代には、引き続き承認を得ないことを決定した。1972年には、事業団が鉄道を支援するために設立された。その後、1976年には、ドイツ語でSchweizerische BankgesellschaftやSBGとして知られるスイス連合銀行がSBG ポリバーンとブランド化し、ポリバーンを救った。線路と車両は20年前に改装された。
1996年には、完全に再建された。機械が交換され、3本のレールは完全に自動化された2本のレールと取り替えられた。1996年10月21日に、鉄道は営業を再開し、銀行グループUBSで1998年に再度ブランド化された。現在は、UBS ポリバーンとして広告される。1998年には、乗客が200万人を超え、新記録を達成した。

## 営業
下記は、路線のデータである。
| 車両数   | 2                   |
| 駅数     | 2                   |
| 配置     | 単線 (交換設備あり) |
| 状態     | 電化                |
| 動力     | 三相交流電動機      |
| 全長     | 176 m               |
| 高低差   | 41 m                |
| 勾配     | 23%                 |
| 軌間     | 955 mm              |
| 定員     | 車両当たり50人      |
| 最高速度 | 2.5 m/s             |
| 定員     | 1200人/1時間        |
| 所要時間 | 100秒               |
| 運行間隔 | 2分30秒             |

料金は、チューリッヒ市のゾーン10を走る鉄道と同様。